# Историјски центар Сегешвара
Историјски центар Сегешвара (рум. Sighișoara Citadel) стари је историјски центар града Сегешвара у Румунији, а изградили су га саксонски колонизатори у 12. веку. То је насељена средњевековна цитадела која је 1999. године уврштена на списак светске баштине УНЕСКО-а због трансилванских Саксонаца и 850 година дугог значаја у румунској историји и култури.

## Град Сегешвар
Град Сегешвар је један од познатијих саксонских градова у Румунији. Налази се у историјској покрајини Трансилванија. Сегешвар се налази у округу Муреш.

## Фестивал поводом Влада III Цепеша
Влад III Цепеш (рум. Vlad al III-lea) рођен је у Сегешвару и стога се сваке године одржава средњевековни фестивал који одликује синкретизам ликовне и музичке уметности, заједно с позоришним изведбама. Њему је претходио његов отац Влад II Дракул, који је дошао у Сегешвар као прогнаник.

## Опис
Град представља горњу границу земље трансилванских Саксонаца. Попут Сибиња (рум. Sibiu) и Брашова (рум. Braşov), Сегешвар одликује средњевековна немачка архитектура, као и културно наслеђе које је сачувано и током комунистичког периода.

## Галерија
- Центар Сегешвара, поглед с торња
- Кућа Влада III Цепеша
- Историјски центар Сегешвара